# خورشیدگرفتگی ۳ اکتبر ۲۰۰۵
خورشیدگرفتگی ۳ اکتبر ۲۰۰۵ (به انگلیسی: Solar eclipse of October 3, 2005) یک خورشیدگرفتگی از نوع خورشیدگرفتگی حلقه‌ای است. این خورشیدگرفتگی در تاریخ ۳ اکتبر ۲۰۰۵ میلادی (‎۱۱ مهر ۱۳۸۴ خورشیدی) روی داد که زمان اوج آن، ساعت ۱۰:۳۲:۴۷ به‌وقت ساعت هماهنگ جهانی بوده‌است. مدت زمان و طول این خورشیدگرفتگی ۴ دقیقه و ۳۲ ثانیه بود.